# A Summer’s Tale

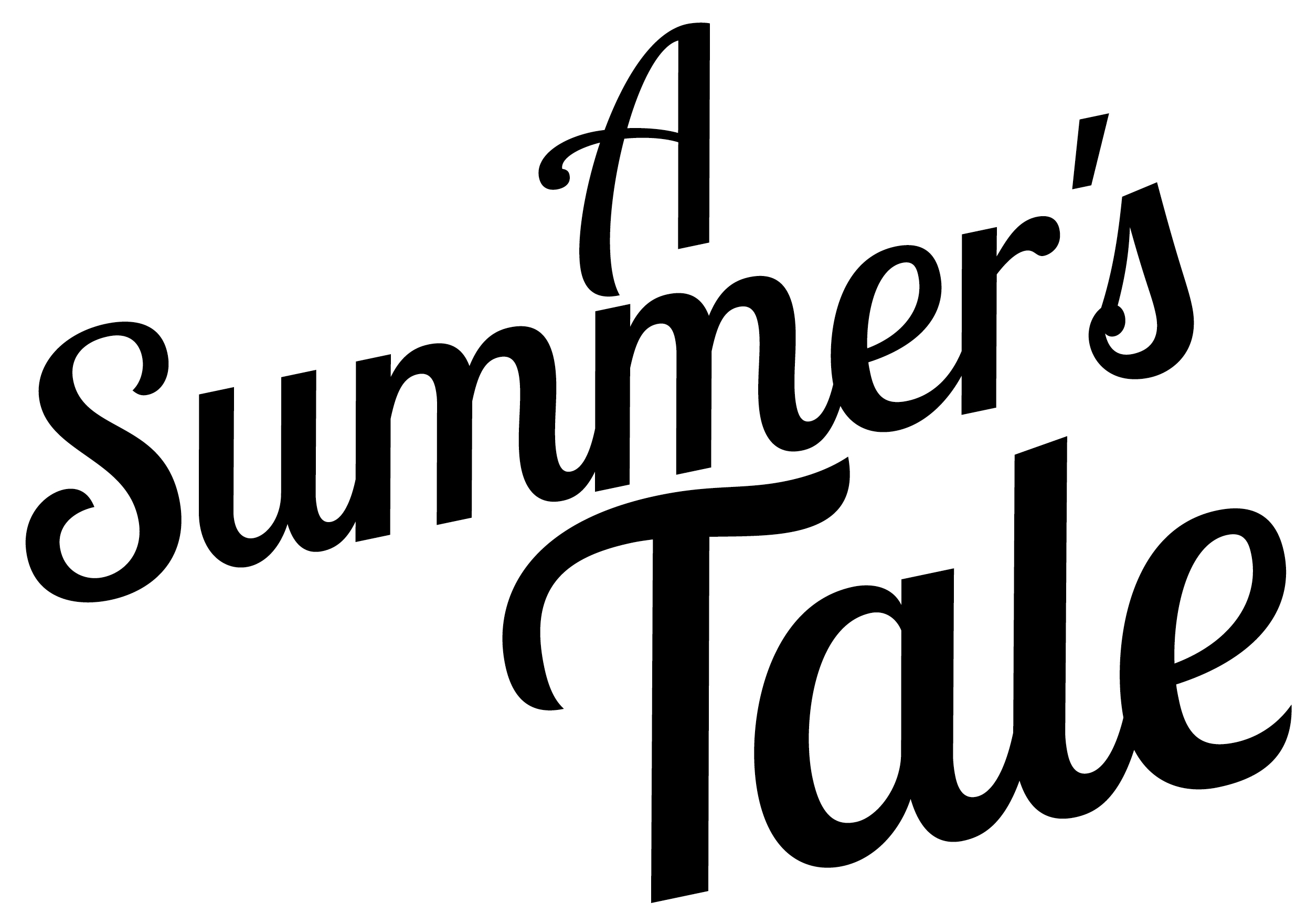
Festival-Logo von „A Summer's Tale“

Das A Summer's Tale ist ein Open-Air-Festival im Eventpark Luhmühlen in der Lüneburger Heide, das Konzerte mit verschiedenen Workshops und anderen kulturellen Angeboten verbindet. Im Gegensatz zu anderen Musikfestivals richtet es sich auch an Familien. Organisiert wird es vom Hamburger Veranstaltungsunternehmen FKP Scorpio.

## Programm und Konzept
Zum Veranstaltungskonzept gehört, die Besucher aktiv in das Festival einzubinden. Daher können Besucher neben den Konzerten an Kreativworkshops, Lesungen oder Diskussionen zu verschiedenen Themen teilnehmen. Das Musikprogramm enthält internationale Künstler, außerdem können Besucher auf mehreren kleineren Bühnen unterschiedlichen Performances wie Theater oder Live-Hörspiel beiwohnen. Zusätzlich gibt es Beschäftigungsangebote für Kinder, wodurch das Festival besonders für Familien attraktiv werden soll. Einen weiteren Programmschwerpunkt bilden Filmvorführungen, die von anschließenden Hintergrundgesprächen mit den Filmemachern gefolgt werden. Im ersten Jahr waren für die Vorführung von Oh Boy Regisseur Jan-Ole Gerster und Hauptdarsteller Tom Schilling zu Gast.
Das Festival soll eng mit der Region verbunden werden. Dafür kooperieren die Betreiber mit Betrieben aus der Region, deren Erzeugnisse  in das Food-Konzept integriert werden. Zudem werden verschiedene Wanderungen, Führungen oder Kanu-Touren durch das Umland angeboten. Da die Veranstaltung inmitten des Naturparks Lüneburger Heide stattfindet, müssen Besucher einige Dinge bezüglich des Natur- und Umweltschutzes beachten. Beispielsweise sind Gäste angehalten, übrig gebliebene Lebensmittel in einem Foodsharing-Zelt abzugeben. Ehrenamtliche Helfer von Foodsharing e.V. sorgen dann für ihre Umverteilung und klären über Lebensmittelverschwendung auf. Alles, was am Ende des Festivals übrig bleibt, spenden sie an die örtliche Tafel.
Folkert Koopmans, CEO von Veranstalter FKP Scorpio, gab nach dem A-Summer's-Tale-Festival 2019 eine einjährige Pause bekannt und begründete dies mit veränderten behördlichen Auflagen. Seither hat das Festival, auch bedingt durch die Corona-Pandemie, nicht mehr stattgefunden. Die Veranstalter erneuerten aber zwischenzeitlich auf der offiziellen Website die Ankündigung, zurückkommen zu wollen.

## Ausgaben
„A Summer's Tale“ ist ein junges Festival, das zum ersten Mal 2015 veranstaltet wurde. In den ersten beiden Jahren stieg die Besucherzahl von 7.500 auf 12.000 Gäste.

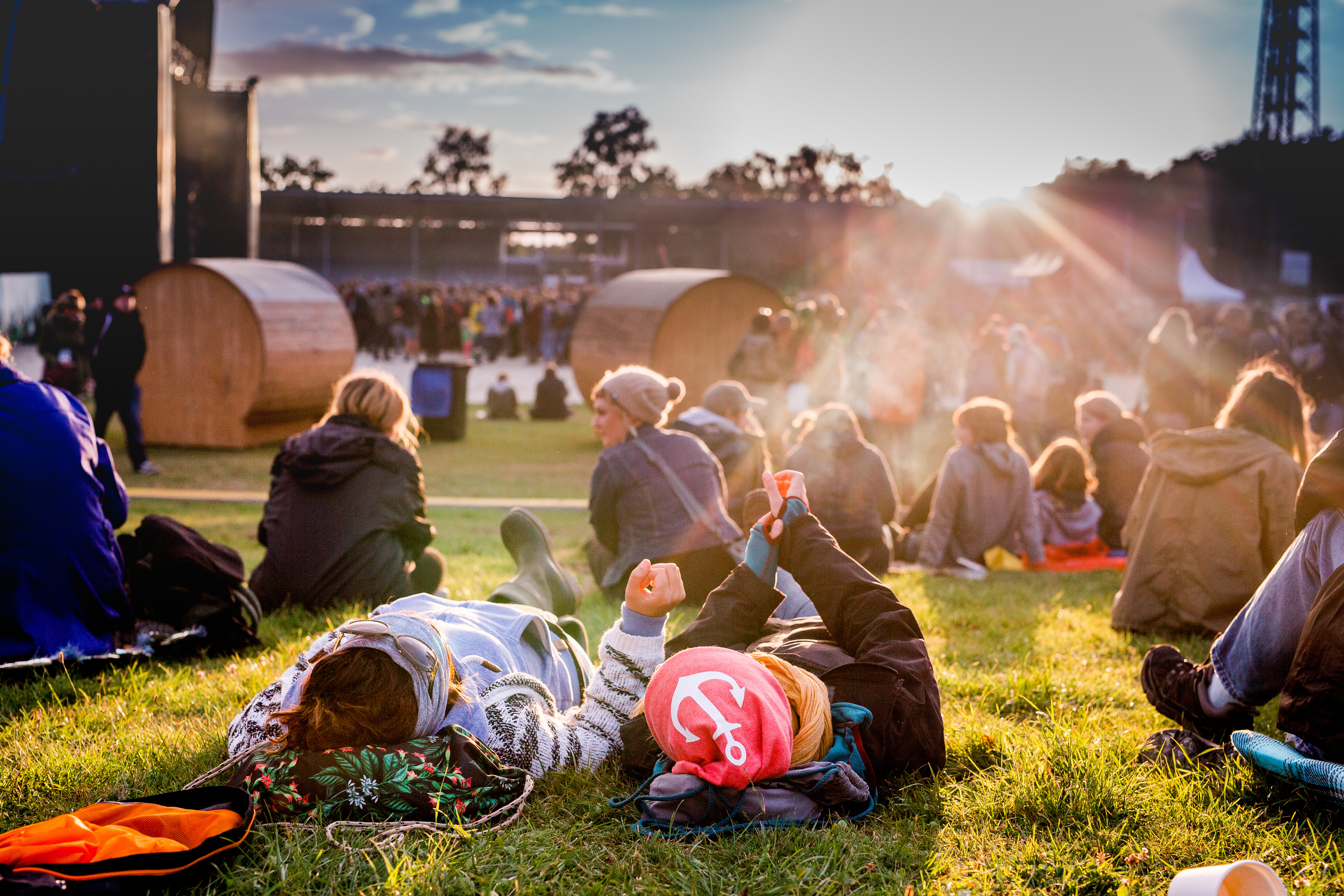
A Summer's Tale 2016

### 2015
Das erste „A Summer's Tale“ fand vom 5. bis 8. August statt und hatte rund 7.500 Besucher. Unter anderem waren folgende Künstler zu Gast:
- Konzerte: Patti Smith, Damien Rice, Zaz, Tori Amos, Róisín Murphy, Belle & Sebastian, Calexico, Alex Clare, Ride, Yann Tiersen, Mighty Oaks, Sophie Hunger, K's Choice, William Fitzsimmons, Get Well Soon, Nneka, Augustines, Ryan Sherridan, Hudson Taylor, Die Höchste Eisenbahn, Dotan, Young Rebel Set, Niels Frevert, Hundreds, Susanne Sundfør, Waxahatchee, To Kill A King, James Yorkston Mister & Mississippi, Songhoy Blues, Eaves, Torpus & the Art Directors, I Have A Tribe, John Allen, Liza & Kay, Andreas Liebert
- Lesungen: Heinz Strunk, Berthold Seliger, Jochen Distelmeyer
- Film: Jan-Ole Gerster und Tom Schilling (Oh Boy), Clemens Meyer (Als wir träumten), Maximilian Erlenwein und Alexander Bickenbach (Schwerkraft)
- Kunst und Performances: Martina Stoian, 210 Klappen, Johnny Lloyd, Manuel Muerte, Ill-Young Kim, Achim Knorr, Liquid Penguin Ensemble, Create FM, Candlelight

### 2016
Das zweite „A Summer's Tale“ fand vom 10. bis 13. August statt und hatte rund 12.000 Besucher. Unter anderem waren folgende Künstler zu Gast:
- Konzerte: Sigur Rós, Noel Gallagher’s High Flying Birds, Parov Stelar, Garbage, Amy Macdonald, Glen Hansard, Fat Freddy’s Drop, José González, Thees Uhlmann & Band, Funny van Dannen, Olli Schulz & Band, Boy, Nada Surf, Billy Bragg, Michael Kiwanuka, Friska Viljor, Heather Nova
- Lesungen: Thees Uhlmann, Schorsch Kamerun, Berthold Seliger, Frank Witzel
- Film: Wolfgang Becker (Ich und Kaminski), Kerstin Ahlrichs (Taxi), Henrik Peschel (Die letzten Tage des Parvis K.)
- Kunst und Performances: The Lions, Oliver Polak, Ill-Young Kim, Paul Bokowski

### 2017
Auflage 3 bot folgende Musiker: Pixies, PJ Harvey, Feist, Franz Ferdinand, Element of Crime, Birdy, Conor Oberst, Johnossi, Stereo MCs, The Notwist, Bear’s Den, The Common Linnets, Judith Holofernes, Von Brücken, Get Well Soon, Unter meinem Bett, Cigarettes After Sex, Die Sterne, Electric Swing Circus, Bernd Begemann & die Befreiung, Dan Croll, Dear Reader, Rhonda, William McCarthy, Rocky Votolato, Blaudzun, Thomas Dybdahl, Mister & Mississippi, Tash Sultana, A Tale Of Golden Keys.
Weitere Künstler und Aktionen: Heinz Strunk, Rocko Schamoni, Nagel, Arno Frank, Zeit für Zorn, Nightwash, Poetry Slam, Massenkaraoke, Wälder im Wandel, Insects to feed the World

### 2018
Das vierte A-Summer's-Tale-Festival fand vom 01.-4. August statt und hatte rund 13.000 Besucher. Unter anderem waren folgende Künstler zu Gast:

Mando Diao, Fury in the Slaughterhouse, Editors, Madness, Belle and Sebastian, Passenger, Kettcar, New Model Army, Grizzly Bear, Tocotronic, Oh Wonder, Gisbert zu Knyphausen, Meute, Hothouse Flowers, Jonathan Jeremiah, KT Tunstall, Kat Frankie, Wallis Bird, Hudson Taylor, Tall Heights, Warhaus, Fantastic Negrito, Torpus & the Art Directors, Isolation Berlin, Gurr, Razz, Intergalactic Lovers, Riley Pearce, Rob Lynch, Tex, The Lion & The Wolf, Son, Jon Flemming Olsen
Weitere Künstler und Aktionen: Mälzers Festival Kitchen, Der Postillon - Live, Zeiglers wunderbare Welt des Fußballs, Poetry Slam, Shahak Shapira, Jan Philipp Zymny, Feierabend-Comedy, Siegfried & Joy, Wladimir Kaminer, Nicholas Müller und vieles mehr

### 2019
Das fünfte A-Summer's-Tale-Festival fand am ersten August-Wochenende 2019 statt. Das folgende Line-Up wurde den Besuchern geboten:

Zaz, Elbow, Suede, Michael Kiwanuka, Tina Dico, Maximo Park, Xavier Rudd, Kate Nash, Kettcar (für den kranken Dermot Kennedy), Faber, Lee Fields & The Expression, The Charlatans, Die Höchste Eisenbahn, Mogli Shantel & Bucovina Club Orkestar, Wingenfelder, Mine, Joan as Police Woman, Die Goldenen Zitronen, Enno Bunger, Die Nerven, Whitney, Kelvin Jones, Clickclickdecker, Helgen, Das Paradies, Steiner & Madlaina, Rayland Baxter, Deniz Jaspersen, Whenyoung, Trixie Whitley, Cat Clyde, Amy Montgomery, Tom Klose, Meadows, Matze Rossi